# Regionalismo lombardo

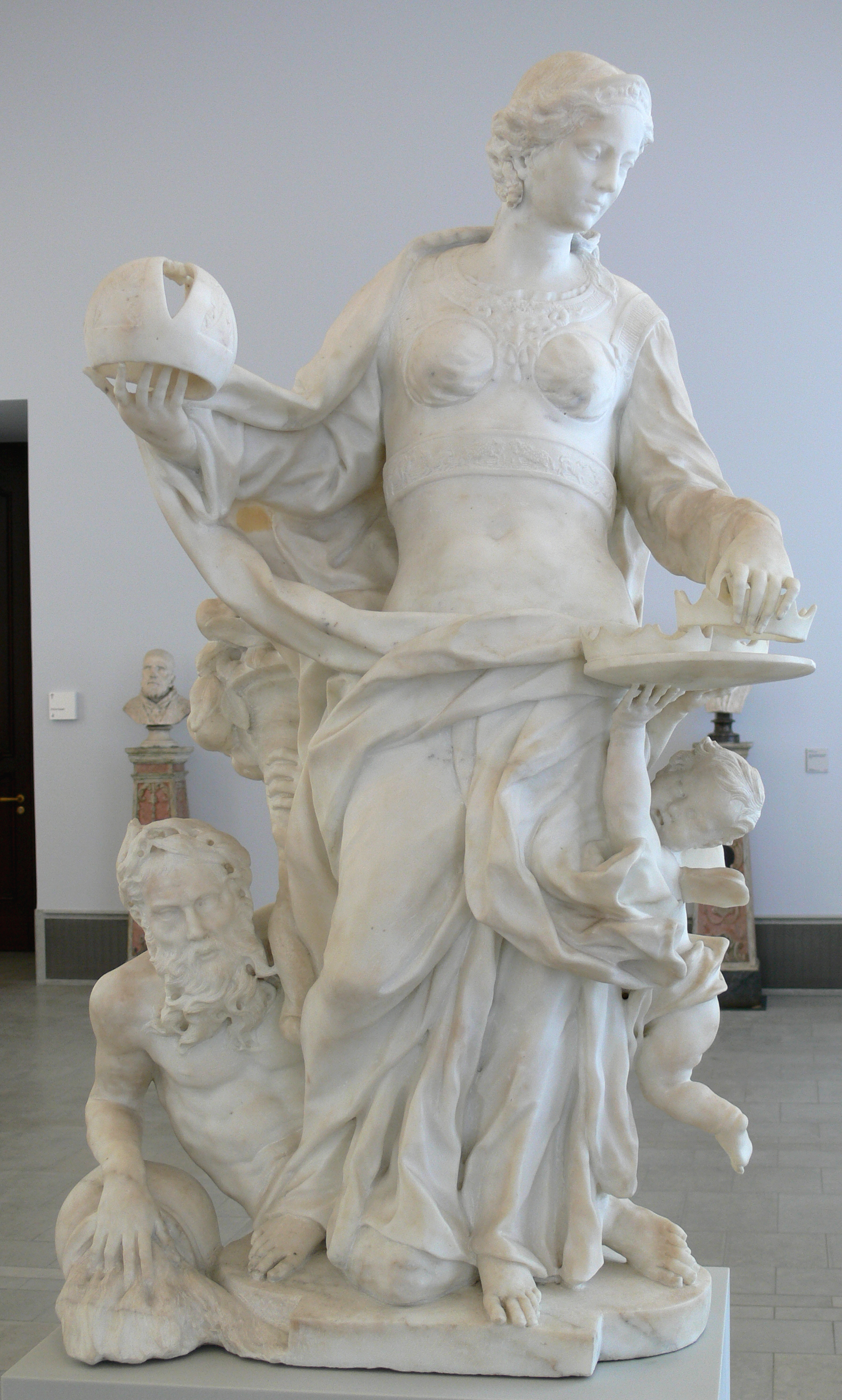
Allegoria della Lombardia di Giovanni Baratta

Il regionalismo lombardo è un'ideologia politica che punta alla valorizzazione delle specificità storiche, sociali e culturali della Lombardia (intesa sia come ente amministrativo che come regione storica) tramite il raggiungimento di forme di autogoverno più o meno estese. Esso affonda le sue radici nell'antico municipalismo lombardo ostile alla gestione centralista dello stato caratteristica già del Regno di Sardegna e, in seguito, del Regno e della Repubblica Italiana. Questo movimento può dividersi in posizioni di tipo identitario e nazionalista (favorevoli ad esempio alla valorizzazione della cultura e della lingua lombarda e, eventualmente, delle altre lingue della Lombardia storica) oppure in altre focalizzate prevalentemente sul riconoscimento delle peculiarità socio-economiche del territorio.
All'interno della galassia regionalista è inoltre possibile individuare una corrente più incline all'indipendentismo, promotrice cioè della creazione di uno Stato per la regione lombarda nella sua accezione amministrativa e/o storico-linguistica, e una invece più moderata vicina all'autonomismo, che pur non chiedendo forme di sovranità statale contrapposte a quella italiana rivendica l'autogoverno del territorio come alternativa all'attuale configurazione dello stato, in un contesto federale o comunque fortemente decentralizzato.

## Il concetto di Lombardia

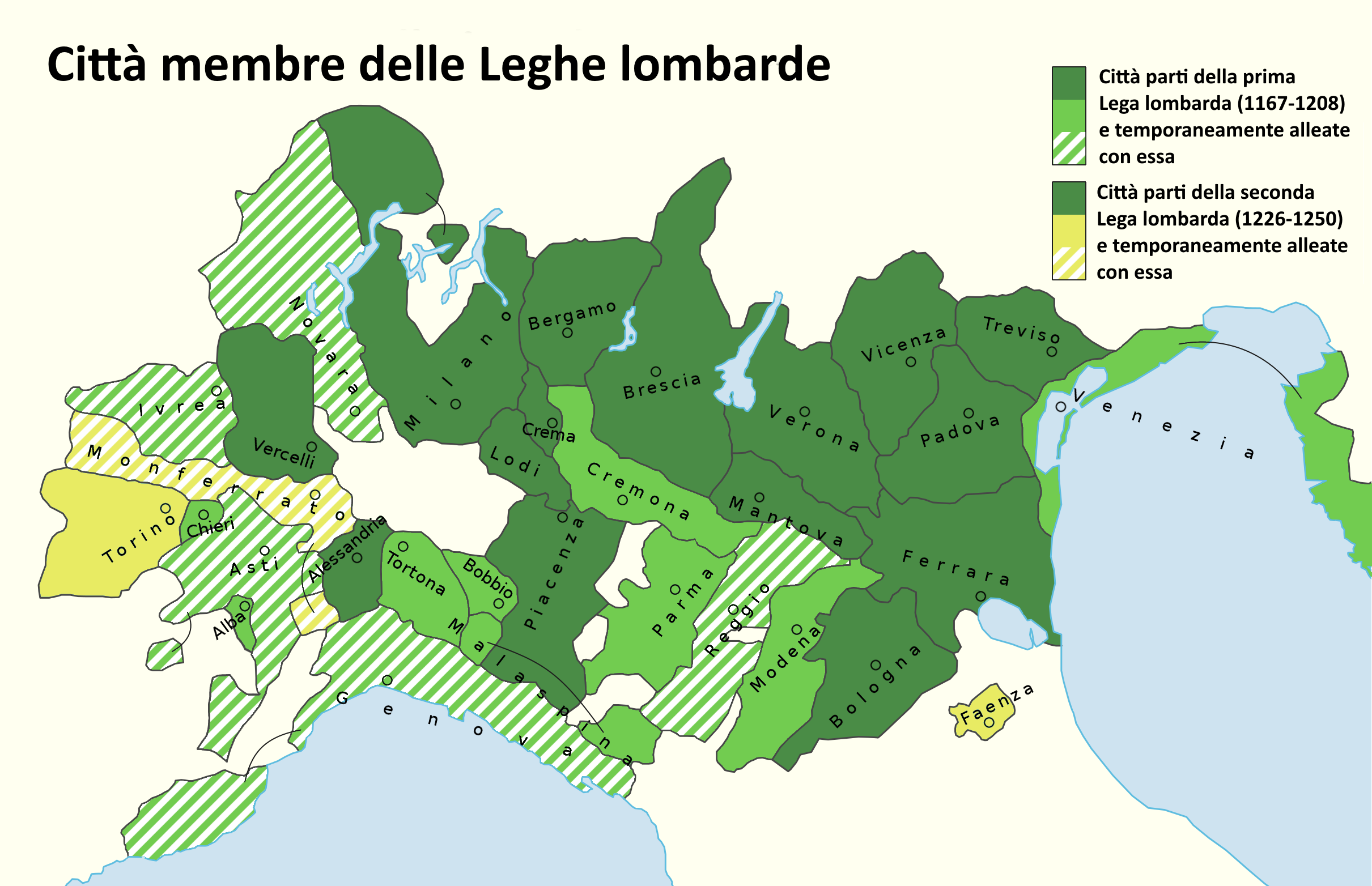
Città appartenenti alla prima e alla seconda Lega Lombarda

Storicamente, l'estensione geografica del territorio denominato "Lombardia" è stata per secoli molto più ampia dell'attuale regione amministrativa italiana. Con la calata dei Longobardi nella penisola italiana nel 568 d.C., questa popolazione germanica creò un regno costituito da dei ducati che nel suo insieme, come dominii longobardi in Italia, prese il nome di Langobardia Maior. Nel momento della loro massima espansione, i dominii longobardi nell'Italia centrosettentrionale si estendevano dal Friuli all'attuale Piemonte, comprendendo tutta la Valle del Ticino, l'attuale Emilia e la Toscana eccetto per le zone costiere liguri e venete. Ancora in epoca altomedioevale, sia la prima che la seconda Lega Lombarda comprendevano molte città della Pianura padana che ad oggi non sono più considerate lombarde come Parma, Piacenza e Verona.
Durante l'epoca carolingia il termine Longobardia veniva utilizzato per definire la marca del Sacro Romano Impero comprendente Milano, sempre con confini molto più estesi della moderna Lombardia, comprendendo quasi tutta l'Italia settentrionale.. Questa accezione del termine la si può riscontrare ad esempio nella definizione dei cosiddetti Lombardi di Sicilia: minoranza etno-linguistica discendente degli abitanti dell'Italia nord-occidentale che a partire dalla seconda metà dell'XI secolo (e secondo diversi studiosi fino a tutto il XIII secolo) migrarono verso la Sicilia da poco conquistata dai normanni, anche se una precedente migrazione di "lombardi" avvenne già nel 1038, a seguito della spedizione militare bizantina di Giorgio Maniace. Queste genti provenivano soltanto in parte dall'attuale Lombardia; molti di essi erano originari del Monferrato, di parte dell'entroterra ligure di ponente e di piccole porzioni delle zone occidentali dell'Emilia. 
Il concetto allargato di "Lombardia" lo si ritrova nel saggio del 1553 Descrittione di tutta Italia di Leandro Alberti. In questo caso però, il territorio viene distinto in "Lombardia di qua dal Po" e "Lombardia di là dal Po", quindi anche qui con un significato che andava oltre agli attuali confini regionali. L'uso moderno del termine Lombardia arriva dopo la Guerra di successione spagnola quando l'Impero austriaco, impossessatosi del territorio nel 1717, cominciò a indicarla come Lombardia austriaca. Alla fine del XVIII secolo, con la Campagna d'Italia napoleonica, agli ex domini di Vienna furono aggregati i territori veneziani di Bergamo, Brescia e Crema, più i ducati di Modena e Massa e le legazioni pontificie di Bologna, Ferrara e Ravenna, andando a formare la Repubblica Cisalpina. Dalla Restaurazione successiva alla caduta di Napoleone nacque il Regno Lombardo-Veneto, posto sotto il controllo degli Asburgo d'Austria e senza più i territori tosco-emiliani annessi in precedenza. Fu all'incirca da questo momento in avanti che con il termine "Lombardia" si iniziò a definire un territorio più limitato, corrispondente grossomodo alla moderna regione italiana.
In epoca successiva tuttavia rimasero tracce dell'antica accezione terminologica nella toponomastica locale; su tutte il nome della città di Reggio Emilia, che fino al 1860 era nota come Reggio di Lombardia. Ancora al giorno d'oggi inoltre persistono corrispondenze culturali, sociali e linguistiche tipicamente lombarde in territori posti al di fuori dei confini amministrativi regionali, in quella che viene definita la Lombardia storica. È il caso del Canton Ticino e del Canton Grigioni in Svizzera, dei territori insubri piemontesi del Verbano e del novarese e della zona nord occidentale dell'Emilia. Tali affinità si sono a volte tradotte in sentimenti di esplicita appartenenza alla Lombardia, con conseguenti risvolti politici quali ad esempio il referendum del 2018 per il passaggio alla regione della provincia del Verbano-Cusio-Ossola e quello - previsto per il 2013, ma poi revocato - per l'analogo trasferimento della provincia di Piacenza.

## Storia

### Prima dell'Unificazione italiana

Mappa della Repubblica Lombarda, parte di una confederazione di Repubbliche sorelle, proposta da Giovanni Antonio Ranza

I primi riferimenti moderni alla Lombardia come soggetto in grado di autogovernarsi risalgono al periodo della Rivoluzione francese, circa 250 anni dopo che il Ducato di Milano perse la propria indipendenza con la morte senza eredi di Francesco Sforza. Nel 1797 Carlo Botta, nel libro "Proposizione ai Lombardi di una maniera di governo libero", suggerisce che la Lombardia si sarebbe dovuta dotare di una Costituzione indipendente da quella rivoluzionaria francese. Sempre in quel periodo, in un concorso dell'amministrazione generale Giuseppe Faroni propone il "Polo Costituzionale per la Repubblica Lombarda": una Carta Costituzionale per un eventuale Stato lombardo che avrebbe succeduto l'allora Repubblica Cisalpina. Un sostenitore di questa possibilità era, tra gli altri, il poeta milanese Carlo Porta..
Un effimero tentativo di dare alla Lombardia dignità statuale autonoma venne compiuto all'indomani della caduta del Regno d'Italia napoleonico. Anticipando le truppe austriache che nel frattempo non erano ancora entrate nella regione, il 21 aprile del 1814 il consiglio comunale di Milano, riunitosi d’urgenza, nominò la cosiddetta Reggenza provvisoria del governo di Lombardia. Quest'ultima era composta da quell'élite nobiliare lombarda che era stata estromessa dalla vita pubblica e politica durante il periodo napoleonico. Presidente della reggenza era il conte Carlo Verri, mentre i suoi membri erano Giberto Borromeo, Alberto Litta, Giorgio Giulini, Giacomo Mellerio, Giovanni Bazzetta e Domenico Pino.
Assieme all'abbassamento della pressione fiscale, tra i primi provvedimenti presi da questo governo provvisorio vi furono l'abolizione del Senato e del Consiglio di stato del Regno d’Italia, espressioni del vecchio regime. L'obiettivo della reggenza era infatti quello di presentarsi al tavolo dei vincitori di Napoleone come rappresentante legittimo del territorio della Lombardia, puntando poi a trattare per un'eventuale indipendenza dello stato con annesso ampliamento territoriale. A tal fine venne dunque inviata a Parigi una delegazione ufficiale composta da Federico Confalonieri, Alberto Litta e Gian Luca Somaglia, che però si vide respingere le richieste espresse della reggenza.
Intanto era giunto a Milano il feldmaresciallo austriaco Heinrich Johann Bellegarde, che il 25 maggio 1814 emanò un proclama con il quale annunciò il termine delle attività della reggenza provvisoria come istituzione di governo autonomo, imponendo ai suoi componenti di giurare fedeltà all'imperatore Francesco II. Il 12 giugno successivo, la Lombardia venne formalmente annessa all'Impero austriaco a seguito della pace di Parigi, mentre la reggenza cessò di esistere il 2 gennaio 1816, quando venne sciolta ufficialmente con l'entrata in vigore dell’ordinamento stabilito dalla patente imperiale 7 aprile 1815.

#### Le Cinque giornate di Milano

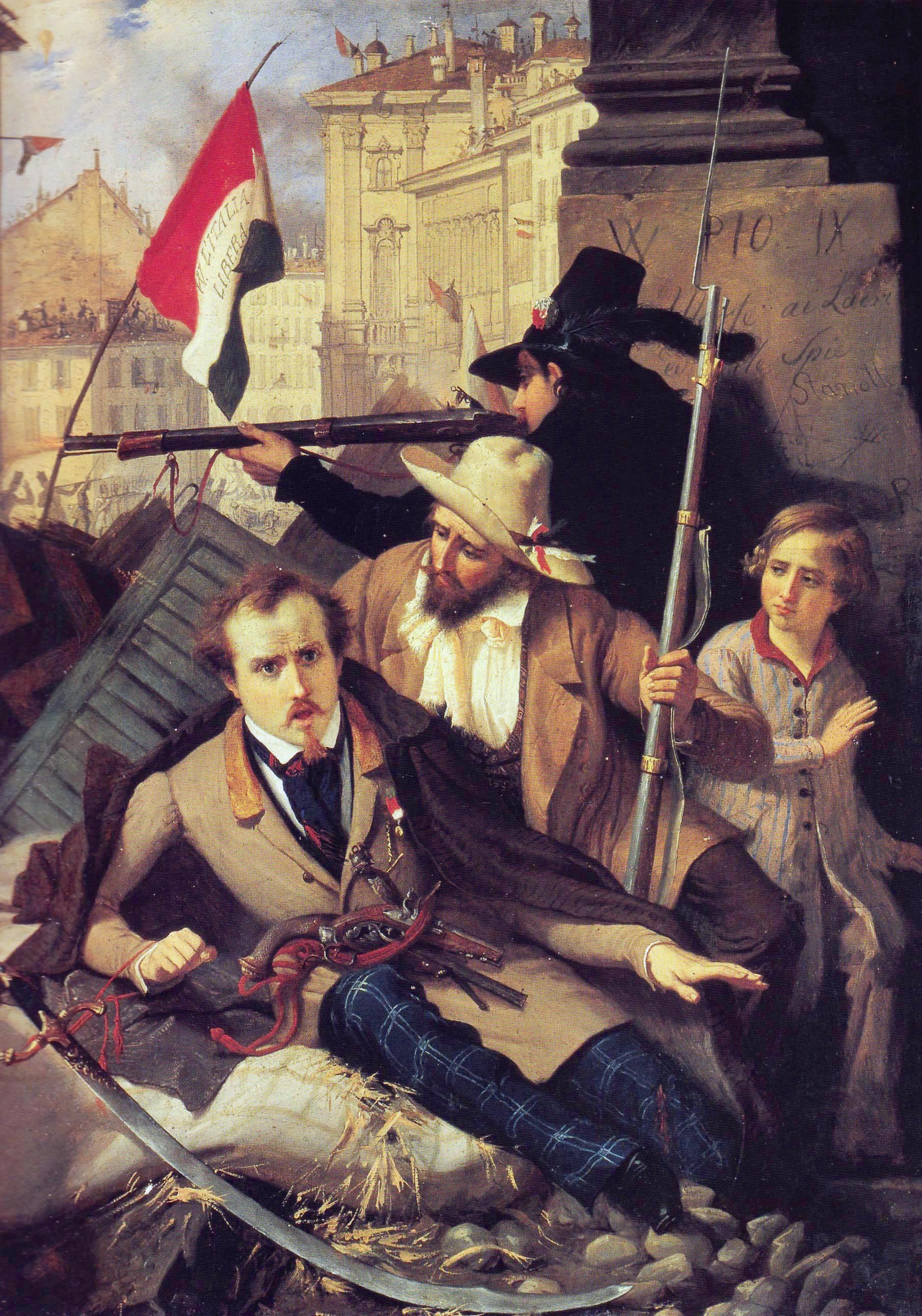
Episodio delle Cinque giornate di Milano, di Baldassarre Verrazzi

Durante il governo austriaco, i movimenti per l'indipendenza e l'autonomia della Lombardia confluirono in seno ai movimenti federalisti per l'Unità d'Italia, tanto che molti federalisti consideravano la Lombardia più come nazione che come divisione amministrativa dell'Impero austriaco o di un futuro Stato italiano. Emblematiche in questo contesto sono state le Cinque giornate di Milano, che iniziarono proprio come rivolta autonomista al fine di ottenere da Vienna maggiori concessioni per Milano e per la Lombardia. Tra queste, l'abrogazione delle leggi più repressive, l'istituzione della libertà di stampa, lo scioglimento della polizia, il deferimento al comune di Milano della responsabilità sull'ordine pubblico e l'istituzione di una Guardia Civica agli ordini della municipalità. Lo stesso Carlo Cattaneo, uno dei leader dell'insurrezione nonché padre del federalismo italiano, fino ad allora credeva nella possibilità di un Lombardo-Veneto indipendente facente parte di una federazione austriaca. 
La presa di coscienza della refrattarietà dell'Impero ai cambiamenti, unita alla rapida degenerazione delle proteste, costrinse però Cattaneo e altri esponenti del riformismo democratico (come Enrico Cernuschi e Giulio Terzaghi) a porre come priorità la cacciata degli austriaci da Milano, rimandando alla fine delle ostilità il dibattito sulla futura forma istituzionale della Lombardia. Fu in questo frangente che maturò l'alternativa di uno Stato lombardo all'interno di una futura federazione italiana, rifuggendo tuttavia ogni ipotesi di fusione con il Regno di Sardegna e con il suo regime centralista e statalista di ispirazione francese, che Cattaneo riteneva in ogni caso inferiore a quello austriaco. Questi propositi verranno disattesi con l'intervento diretto di Carlo Alberto, richiesto dal Governo provvisorio di Milano, e la successiva sconfitta del re sabaudo contro gli austriaci, che permisero il ritorno nel capoluogo del feldmaresciallo Josef Radetzky e la restaurazione del Regno Lombardo-Veneto.

### Regno d'Italia
La crisi sociale che travolse l'Italia nell'ultimo decennio del XIX secolo diede rinnovato vigore alle richieste di autogoverno lombarde, provenienti da ambiti socialisti e mazziniani. Fu in questi anni che il leader socialista Filippo Turati avanzò l'idea di uno stato lombardo governato dai lombardi, alla luce delle ampie differenze economiche e sociali tra il Nord e il Sud Italia. In questo senso, Turati venne ispirato anche dall'ostilità che Milano e la Lombardia riservavano all'allora presidente del Consiglio Francesco Crispi e alle sue politiche autoritarie e imperialiste. Fu peraltro proprio in Lombardia che nel marzo del 1896 si registrarono i maggiori disordini a seguito della sconfitta dell'esercito italiano nella Battaglia di Adua, che costrinse Crispi alle dimissioni da capo del governo.
Nello stesso periodo, i giornalisti e politici repubblicani Dario Papa e Gustavo Chiesi sostennero a più riprese la necessità della creazione del cosiddetto Stato di Milano, ossia di una Lombardia autogovernata all'interno di un'Italia confederale, sul modello elvetico. In questo senso, il termine "stato" veniva da Papa e Chiesi utilizzato con l'accezione di stato federato, in quanto a loro dire espressione più corretta per descrivere il programma federalista. Simili propositi furono protagonisti anche durante i Moti di Milano del 1898, violentemente repressi dallo Stato italiano. Fu in quest'occasione che il direttore del Corriere della Sera Eugenio Torelli Viollier evidenziò come le proteste ebbero non soltanto matrice socialista, ma anche autonomista.
Il tema dell'autogoverno ritorna nel 1913, sull'onda della stagione di scioperi organizzati dall'Unione Sindacale Milanese. Nell'agosto di quell'anno un imponente sciopero generale, prosecuzione di precedenti mobilitazioni dei metallurgici e degli operatori ai rotabili ferroviari, blocca la città di Milano e alcuni dei suoi organizzatori avanzano tra le richieste anche la separazione della Lombardia dall'Italia, motivandola con il fatto che la regione era costretta - a loro dire ingiustamente - a finanziare i territori più poveri del Sud Italia. Tale notizia giunse anche sul The New York Times.

### Repubblica italiana
Con la fine della seconda guerra mondiale e la caduta del regime fascista, gli autonomisti lombardi vedono nell'Assemblea Costituente l'opportunità per il riconoscimento delle istanze dei territori. Nel giugno del 1947 nasce nella bergamasca, dietro l'impulso del futuro senatore del Partito Repubblicano Italiano Giulio Bergmann, il Movimento per le Autonomie Locali (MAL), che tra i suoi punti chiede la concessione di varie autonomie in campo economico e sociale e l'istituzione della Regione Lombardia, già prevista dalla Costituzione fin dal 1948 ma che sarà operativa solo a partire dal 1970.
A metà degli anni '50 questo movimento diventa un partito vero e proprio, il Movimento Autonomista Bergamasco (MAB) guidato da Guido Calderoli, nonno del futuro ministro Roberto Calderoli. Nel 1956 il MAB partecipa alle elezioni amministrative per il comune e la provincia di Bergamo, raccogliendo rispettivamente 1,248 e 1,381 voti, riuscendo a conquistare un seggio in entrambe le assemblee. Gli autonomisti eletti in quella tornata furono Guido Calderoli alle comunali (poi sostituito da Gianfranco Gonella durante la consiliatura) e Ugo Gavazzeni alle provinciali.
Sempre nel 1956 il MAB estende a livello regionale assumendo il nome di Movimento Autonomista Regionale Lombardo (MARL) e partecipando alle elezioni del 1958 all'interno della coalizione Movimento Autonomista Regionale Padano (MARP). Il raggruppamento autonomista raggiunge lo 0,24% dei voti, corrispondenti a 70.589 preferenze, senza però eleggere alcun parlamentare.. A seguito dell'insuccesso elettorale, nel 1960 gli esponenti del MAB strinsero un accordo politico con la Democrazia Cristiana bergamasca, accettando di rinunciare alla lotta autonomista in cambio del loro inserimento nelle liste della DC. Quattro ex Mabisti però ruppero l'accordo poco dopo, candidandosi alle elezioni provinciali bergamasche di quello stesso anno con la lista "Autonomisti" e raccogliendo 530 voti, pari allo 0,81% delle preferenze.
Otto anni dopo alcuni ex membri del MAB e del MARP, tra cui Calderoli e Gavazzeni, diedero vita all'Unione Autonomisti d'Italia, che si presentò alle prime elezioni regionali lombarde del 1970 raccogliendo 3.389 preferenze, pari allo 0,06% dei voti. In quell'occasione, il simbolo presente sulla scheda elettorale raffigurava il profilo dell'Italia settentrionale con al centro la scritta "Libera Padania"; probabilmente la prima apparizione ufficiale della parola Padania in una competizione politica.
Timide idee regionaliste emergono in quel periodo anche nell'area del centrosinistra, tanto che nel 1975 la Lombardia è una delle cinque regioni (assieme a Piemonte, Liguria, Veneto ed Emilia-Romagna) a rientrare nell'idea di "Lega del Po" avanzata da Guido Fanti, già sindaco di Bologna e presidente dell'Emilia-Romagna per il Partito Comunista Italiano. Nella proposta di Fanti, questo coordinamento tra i territori della valle padana avrebbe dovuto riequilibrare in ottica decentralista i rapporti tra Stato ed enti locali, oltre a favorire la ricerca e il confronto interregionale su temi come occupazione, agricoltura, industria, ricerca scientifica, utilizzazione delle risorse naturali e programmazione economica. Su quest'ultimo punto, Fanti chiedeva infatti che fossero le Regioni stesse, e non enti come la Cassa per il Mezzogiorno, a gestire i fondi che l'allora Comunità Economica Europea destinava alle aree depresse dell'Italia.

#### Il fenomeno del leghismo

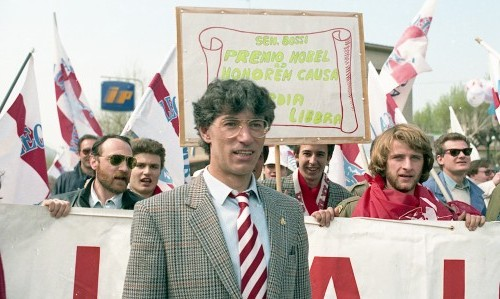
Umberto Bossi, leader della Lega Lombarda, nel 1990 a Pontida

È solo con gli anni '80 però che il movimento per l'autogoverno inizia a strutturarsi in un vero e proprio partito di massa gravitante attorno alla figura di Umberto Bossi, che già nel 1980 crea a Varese l'Unione Nord Occidentale Lombarda per l'Autonomia (UNOLPA), primo embrione del futuro fenomeno leghista. Un passo ulteriore viene fatto da Bossi con la Lega Autonomista Lombarda, fondata nel 1982 e costituita ufficialmente il 12 aprile 1984 assieme a Manuela Marrone, Pierangelo Brivio, Giuseppe Leoni, Marino Moroni ed Emilio Benito Rodolfo Sogliaghi. Dopo i primi scarsi risultati elettorali, nel 1986 il partito cambia nome in Lega Lombarda, adottando come proprio simbolo il profilo del Guerriero di Legnano.
Alle elezioni politiche del 1987 la Lega Lombarda elegge i suoi due primi parlamentari: Bossi al Senato e Leoni alla Camera. L'affermazione territoriale successiva porta il partito a promuovere, assieme alla Liga Veneta, una coalizione di forze autonomiste del Nord Italia con cui partecipare alle elezioni europee del 1989. La lista, chiamata Lega Lombarda - Alleanza Nord riuscirà a eleggere all'Europarlamento gli esponenti leghisti Francesco Speroni e Luigi Moretti. Pochi mesi dopo, durante il I Congresso Nazionale di Segrate del 7-10 dicembre 1989, vengono gettate le basi per trasformare la lista Alleanza Nord in un unico partito che raccogliesse tutte le istanze autonomiste del settentrione e denunciasse la partitocrazia del governo centrale di Roma.
I primi cambiamenti in questo senso si presentano già con le amministrative del 1990, alle quali la Lega Lombarda si presenta aggiungendo la dicitura Lega Nord e affermandosi come secondo partito della Lombardia. Nel I Congresso Federale di Pieve Emanuele del 10 febbraio 1991 avviene il definitivo passaggio di consegne, con la fondazione ufficiale della Lega Nord e la confluenza in quest'ultima della Lega Lombarda, che da allora assumerà la denominazione di Lega Nord - Lega Lombarda. Da questo momento il partito cambia la sua linea politica puntando sull'indipendentismo padano, senza tuttavia abbandonare - almeno formalmente - quello lombardo. A partire dal 2013, con la segreteria di Matteo Salvini, inizia il graduale e totale allontanamento dalle tematiche secessioniste, che dal 2018 in poi porterà la Lega Nord a trasferire tutte le sue attività politiche nel nuovo soggetto politico nazionale noto come Lega per Salvini Premier.. Dal 31 gennaio 2020, con il commissariamento degli organi federali, la Lega Nord risulta formalmente inattiva e la Lega Lombarda diventa un'articolazione locale del partito salviniano adottando il nome Lega Lombarda per Salvini Premier.

#### Referendum per l'autonomia
Parallelamente al graduale abbandono dei temi regionalisti da parte della Lega Nord, tra gli anni '00 e gli anni '10 del 2000 prende piede nella politica lombarda l'ipotesi di chiedere allo Stato una maggiore autonomia approfittando della recente riforma del Titolo V della Costituzione, che nell’art. 116, III comma, riconosce alle Regioni a statuto ordinario la possibilità di accedere a condizioni di autonomia differenziata tramite apposita procedura istituzionale. La prima iniziativa in tal senso venne approvata il 3 aprile 2007 dal Consiglio regionale con la risoluzione n° 5, che impegnava l'allora Presidente della Giunta Roberto Formigoni ad avviare un confronto con il governo centrale sull'applicazione di forme di federalismo fiscale.
Il dialogo con Roma resta però infruttuoso e il percorso autonomista si arresta fino al 2013, quando viene eletto a presidente della Regione il leghista Roberto Maroni. È durante la X legislatura regionale che vengono approvate quattro Deliberazioni di Consiglio a favore di una maggiore autonomia di cui una, la DCR X/638 del 17 febbraio 2015, è finalizzata proprio all'indizione di un referendum consultivo per l'attribuzione di forme di autonomia differenziata ai sensi già menzionato articolo 116, III comma, della Costituzione. Già due anni prima era nato il Comitato Lombardo per la Risoluzione 44 (CoLoR44), promotore di una mozione per l'indizione di un referendum sull'autodeterminazione della Lombardia, mozione che all'epoca venne approvata dai Consigli provinciali di Brescia e Lecco..
Il cammino referendario si concretizza il 29 maggio del 2017 con il via libera al Decreto regionale n. 683, che fissa la data della consultazione elettorale al successivo 22 ottobre e approva il testo del quesito, cioè: Volete voi che la Regione Lombardia, in considerazione della sua specialità, nel quadro dell'unità nazionale, intraprenda le iniziative istituzionali necessarie per richiedere allo Stato l'attribuzione di ulteriori forme e condizioni particolari di autonomia, con le relative risorse, ai sensi e per gli effetti di cui all'articolo 116, terzo comma, della Costituzione e con riferimento a ogni materia legislativa per cui tale procedimento sia ammesso in base all'articolo richiamato? Il referendum consultivo sull'autonomia verrà poi vinto dal Sì con il 96,02% dei voti, pur con un'affluenza del 38,21% dovuta probabilmente alla contrarietà espressa dai partiti del centrosinistra. L'esito della consultazione ha permesso alla Giunta regionale di aprire le trattative con l'allora Governo Gentiloni e con i suoi successori a Palazzo Chigi.

## Simbolismo

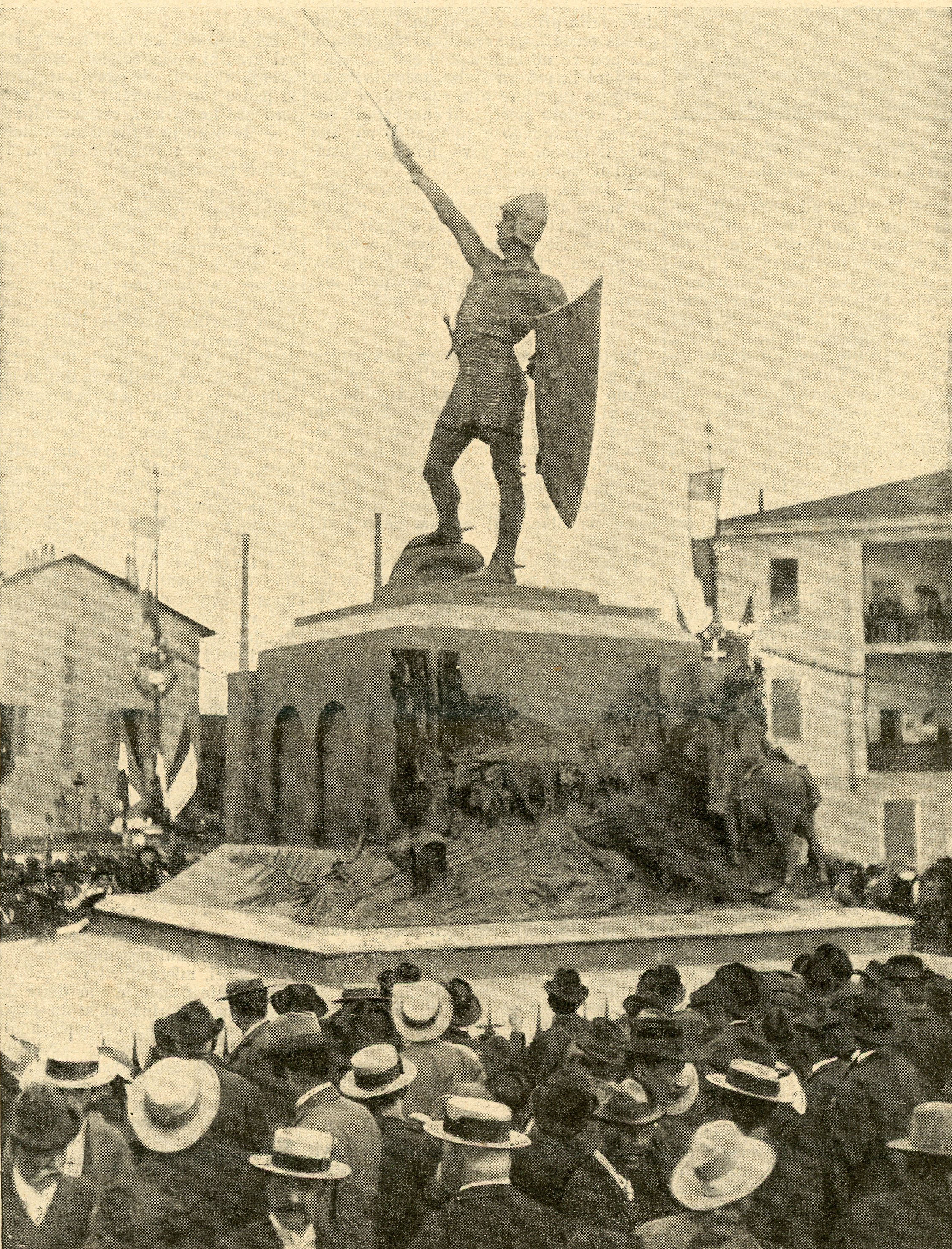
Il Monumento al Guerriero di Legnano, storico simbolo dell'autonomismo lombardo della seconda metà del '900.

A differenza di altri regionalismi più strutturati, quello lombardo non ha mai trovato dei simboli comuni ai diversi movimenti succedutisi nel tempo, o comunque che fossero unificanti per tutti i territori della regione.
Tra le iconografie più note troviamo quella del Monumento al Guerriero di Legnano, adottato nel 1959 dalla rivista "Regione Lombarda", organo politico del Movimento Autonomista Regionale Lombardo, e poi riutilizzato negli anni '80, seppur ispirato al logo della casa produttrice di biciclette Legnano, da Umberto Bossi per la sua Lega Lombarda. Con l'exploit della Lega Nord nel decennio successivo, il guerriero divenne un simbolo leghista quasi per antonomasia, connotando non più solo la Lombardia ma l'intero Nord Italia. Il successo del monumento come emblema identitario è dovuto soprattutto alla sua associazione con la figura leggendaria del condottiero Alberto Da Giussano, protagonista simbolico della Battaglia di Legnano contro l'imperatore Federico Barbarossa e, per analogia, simbolo delle lotte autonomiste contro il potere dello Stato centrale italiano.
Attualmente esistono diversi movimenti indipendentisti e autonomisti che si riconoscono nella Croce di San Giorgio, bandiera storica della Lega Lombarda medioevale nonché presente negli stemmi comunali di Milano, Varese e Mantova. Dall'altra parte esistono tuttavia alcune istanze che preferiscono il simbolo della Rosa Camuna presente nell'attuale Bandiera della Lombardia, quando non la storica Bandiera del Ducato di Milano; tanto che in tempi recenti lo storico Gilberto Oneto arrivò ad affermare che per un futuro e unico vessillo lombardo «nessuna figura sembra essere più adatta ad assolvere a questa funzione rappresentativa per ricchezza storica, per carica simbolica e per bellezza di segno del Biscione visconteo». In passato il movimento autonomista Avanti Lombardia propose infine una bandiera ispirata a quella dei volontari federalisti che parteciparono alla prima guerra d'indipendenza italiana del 1848, con una Croce di San Giorgio inserita in un campo verde.

## Movimenti politici

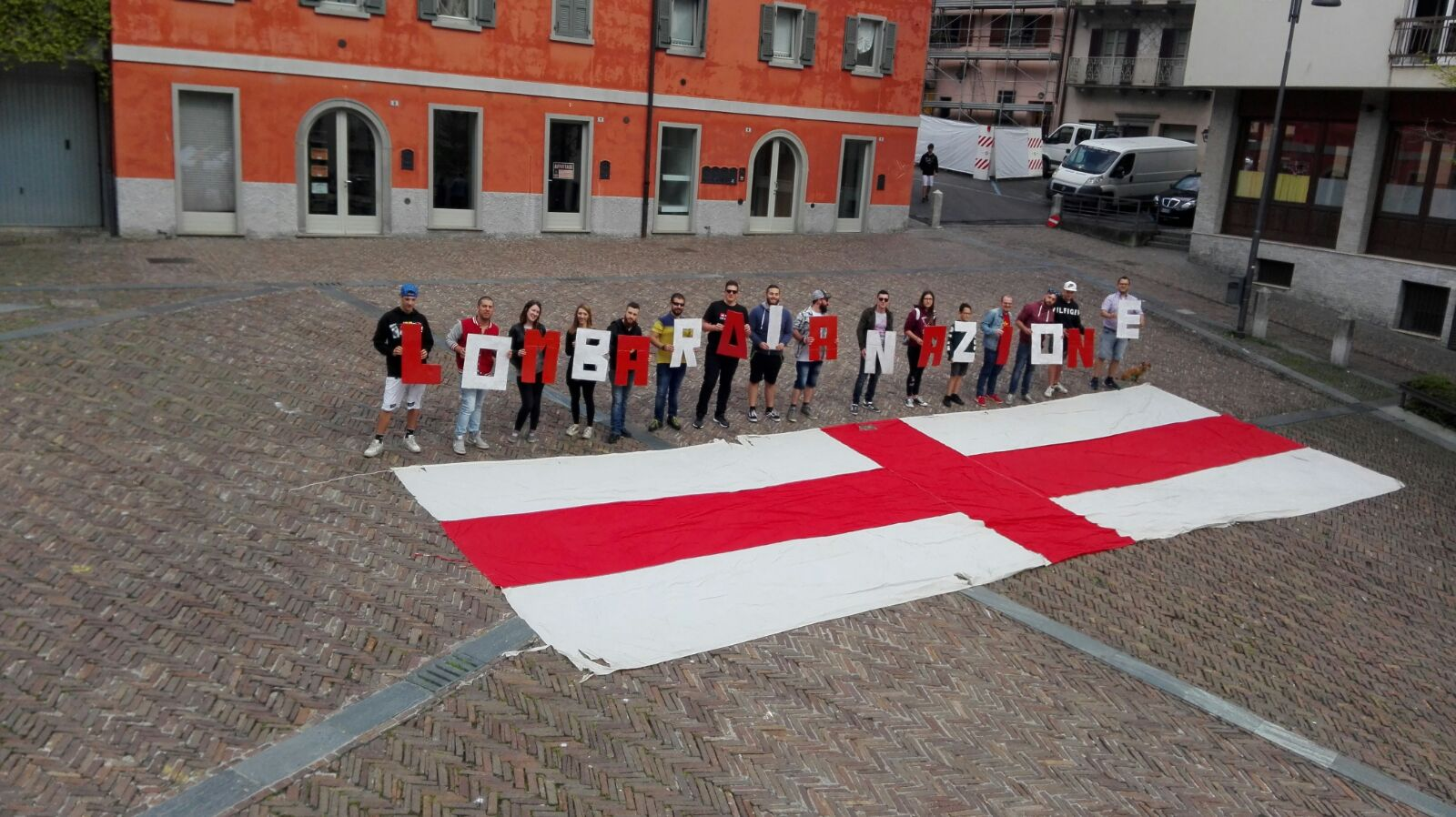
Coreografia indipendentista

Al giorno d'oggi esistono diversi movimenti politici che annoverano il regionalismo lombardo - sia nell'accezione autonomista che indipendentista - come proprio tratto identitario. Tra questi il più importante a livello storico resta la Lega Lombarda, in passato partito autonomo ma ora divenuto semplice articolazione locale del partito nazionalista Lega per Salvini Premier. Prima di federarsi nella Lega Nord, la Lega Lombarda riuscì a conquistare due parlamentari alle elezioni politiche del 1987 e altrettanti seggi alle europee del 1989. Attualmente conta 32 seggi nel Consiglio regionale della Lombardia.
Fuori dalla galassia leghista abbiamo invece pro Lombardia Indipendenza, movimento a favore della democrazia diretta e sostenitore della creazione di un futuro stato federale lombardo indipendente, ottenibile tramite progressive forme di autogoverno. Attivo dal 2011, nel 2017 pLI ha assorbito il movimento autonomista Avanti Lombardia e attualmente è l'unico partito regionalista lombardo a essere membro dell'Alleanza Libera Europea.
Con posizioni vicine al leghismo originario c'è poi Indipendenza Lombarda di Giulio Arrighini, che ha partecipato alle elezioni politiche del 2018 all'interno del partito Grande Nord. Sempre per quanto riguarda le elezioni nazionali è da segnalare la partecipazione del Fronte Indipendentista Lombardia alle politiche del 2008, ma solo per la corsa al Senato della Repubblica. Una tornata elettorale, quella del 2008, che fu peraltro l'ultima a cui partecipò la Lega per l'Autonomia - Alleanza Lombarda, evoluzione della precedente Lega Alpina Lumbarda fondata da Roberto Gremmo ed esistita dal 1992 al 1996. Nella sola zona dell'Insubria ha inoltre operato per diversi anni Domà Nunch ("Solo Noi" in lingua lombarda), movimento econazionalista poi scioltosi e confluito all'interno di Fratelli d'Italia nel 2020.
Tematiche regionaliste o comunque favorevoli a una maggiore autonomia della Lombardia sono però riscontrabili anche all'interno dei singoli partiti nazionali, sia di centrodestra che di centrosinistra. Nel 2017, il fondatore di Forza Italia ed ex premier Silvio Berlusconi si era mostrato favorevole al referendum sull'autonomia, così come l'ex sindaco di Pavia e Membro del Coordinamento di Presidenza del partito Alessandro Cattaneo. In anni recenti però anche nel Partito Democratico lombardo, ad esempio con il consigliere regionale ed ex segretario del Pd Milano Pietro Bussolati, è maturato un certo sentimento autonomista in concomitanza con la svolta sovranista della Lega.
Anche parte del vasto mondo associazionista ha nel tempo fatto propri i temi dell'autonomismo e dell'indipendentismo lombardo. Tra i gruppi più noti Terra Insubre, Brescia Patria, Assemblea Nazionale Lombarda, 300 Lombardi, Associazione 29 maggio, Rete 22 ottobre e Terre di Lombardia, che vede la partecipazione dell'ex deputato e assessore regionale all'agricoltura Gianni Fava.. In alcune occasioni, anche il Tea Party Italia ha mostrato simpatia per l'indipendentismo lombardo, seppur soltanto per mere ragione economico-fiscali.